# 阿米萨杜卡
阿米萨杜卡（约公元前1646年—约公元前1626年在位）（英語：Ammisaduqa）巴比伦第一王朝第十位国王。他是阿米狄塔那的儿子，也和其先祖汉穆拉比一样，为了使巴比伦复兴，他下令取消平民的债务。他还因为曾经下令让宫廷的天文学家记载金星的活动时间，从而进行占星学方面的预测，因而被人们所铭记。这些观测数据被用楔形文字记录下来，成为现代考古学家断代的重要依据。